# Томич, Милош
Ми́лош То́мич (серб. Милош Томић / Miloš Tomić; род. 2 апреля 1980, Белград) — сербский гребец, выступал за сборные Югославии, Сербии и Черногории, Сербии по академической гребле в середине 2000-х — начале 2010-х годов. Участник летних Олимпийских игр в Афинах, двукратный бронзовый призёр чемпионатов мира, дважды серебряный и трижды бронзовый призёр чемпионатов Европы, победитель многих регат национального и международного значения.

## Биография
Милош Томич родился 2 апреля 1980 года в Белграде. Активно заниматься гребным спортом начал с раннего детства, проходил подготовку в столичном спортивном обществе «Црвена Звезда». Дебютировал на международных соревнованиях в 2000 году в возрасте двадцати лет.
Первого серьёзного успеха на взрослом международном уровне добился в сезоне 2004 года, когда вошёл в основной состав сербско-черногорской национальной сборной и благодаря череде удачных выступлений удостоился права защищать честь страны на летних Олимпийских играх в Афинах. Стартовал здесь в программе четвёрок распашных без рулевого лёгкого веса совместно с партнёрами по команде Велько Урошевичем, Гораном Недельковичем и Ненадом Бабовичем — они заняли четвёртое место на предварительном квалификационном этапе, затем показали второй результат в утешительном отборочном заезде, стали пятыми на стадии полуфиналов и попали тем самым в утешительный финал «Б», где финишировали первыми. Таким образом, гребцы Сербии и Черногории расположились в итоговом протоколе соревнований на седьмой строке.
После афинской Олимпиады Томич остался в основном составе сербской национальной сборной и продолжил принимать участие в крупнейших международных регатах. Так, в 2007 году он побывал на чемпионате Европы в польской Познани, откуда привёз награду серебряного достоинства, выигранную в лёгких распашных четвёрках без рулевого. Год спустя на европейском первенстве в греческом Марафоне вновь стал серебряным призёром в той же дисциплине и получил бронзу на чемпионате мира в австрийском Оттенсхайме. Ещё через год добавил в послужной список бронзовые награды, полученные на европейском первенстве в Бресте и на мировом первенстве в Познани.
В 2011 году в четвёрках распашных без рулевого лёгкого веса завоевал бронзовую медаль на чемпионате Европы в болгарском Пловдиве. Последний раз показал сколько-нибудь значимый результат на международной арене в сезоне 2012 года, когда взял бронзу на европейском первенстве в итальянском Варесе. Вскоре по окончании этих соревнований в 2013 году принял решение завершить карьеру профессионального спортсмена, уступив место в сборной молодым сербским гребцам.
Проходил обучение в США, в 2006 году окончил Колумбийскую университетскую школу инжиниринга и прикладных наук.